# 森崎友紀
森崎 友紀（もりさき ゆき、1979年12月29日 - ）は、日本の料理研究家、タレント。
ニックネームは「ゆきちゃん」「森崎先生」。

## 人物・来歴
幼い時にアトピー性皮膚炎に悩まされていたが、祖母による食事改善をきっかけに治癒した経験から料理研究の道に進もうと決意。大学を卒業後、私立病院に管理栄養士として就職。その後、料理教室講師、小学校管理栄養士として働いている中、スカウトされ、管理栄養士として働きながら劇団、モデル事務所にも所属していた。
のちに総合的な食に関する発信源として料理研究家として独立する。上京し料理教室の講師・レシピ制作・料理番組の企画・出演を行った。以後、雑誌で連載をもち、タレントとしてもテレビ・ラジオ番組の出演、モデルとしての活動も行う。また、トークショーや料理教室などのイベント活動、講演会、美容と健康に関するサイト運営、企業レシピの提案、メニュー開発などを行っている。10年目になる料理教室『UNITY MAGENTA』を2015年7月まで主宰。大阪出身であるが、料理を教えている時は意識して大阪弁ではなく共通語で話すようにしている。
料理の他にも多才である。着物着付け、水泳、書道7段、ピアノ演奏、ヨガを特技としている。フジテレビ系列『芸能界特技王決定戦 TEPPEN』（げいのうかいとくぎおうけっていせんてっぺん）にて書道部門、ピアノ部門でその特技を披露している。
保有資格は管理栄養士、製菓衛生師、中医薬膳指導員、野菜ソムリエ、食品衛生管理者、アロマテラピーアドバイザー、着物コンサルタント、チャイルドマインダー。
着物着付けは、専門学校に通い着物コンサルタント資格取得。祖母が着物コレクターで譲り受けたものを合わせて家に100着所有している。
クラシックバレエを習っていたので体が柔軟。DVD『Period』（2010年12月22日、イーネット・フロンティアから発売）、関ジャニの仕分け∞柔軟女王No.1決定戦でもその柔軟性を披露している。DVD『Precious』（Blu-ray 3D）では特技の水泳も披露している。
2012年12月22日発売の「週刊少年ジャンプ」4・5合併号より、連載漫画『食戟のソーマ』に料理アイデアを提案したり、レシピを提供している。同作のテレビアニメ第17話・第18話には、アニメオリジナルの料理研究家役の声優としてゲスト出演した。
2016年4月1日、ホリプロを退社。その後、(株)UNITY MAGENTAを設立し、代表取締役社長に就任。
2016年6月15日、第1子出産。性別は女の子であることがわかっている。
2018年5月14日、第2子妊娠を公表。10月20日、第2子の出産を報告。
2021年9月21日、第3子の妊娠を報告。2022年2月28日、第3子の出産を報告。

## 活動リスト

### 出演番組

#### テレビ
- おは天（WEBテレビ、3期生）
- 『ぷっ』すま（テレビ朝日）
- 『モリサキッチン』（としまケーブルTV）
- はなまるマーケット（TBS）
- ワンセグ ランチボックス（NHKワンセグ2）
- 決着!歴史ミステリー（テレビ東京）
- スペシャルギフト（日本テレビ）
- 教えて からだのミカタ（BS-i）
- ざっくりマンデー!!（TBS）
- カラダ喜ぶ!究極ゴハン（テレビ朝日）
- ありえへん∞世界（テレビ東京）
- お願い!ランキング（テレビ朝日）
- 誰だって波瀾爆笑（日本テレビ）
- 2009年ニュースな美女 キレイの新常識30連発!（日本テレビ）
- お笑いワイドショー マルコポロリ!（関西テレビ）
- カラダのお悩み解決レシピ!ベスト15（テレビ朝日）
- 中居正広のミになる図書館（テレビ朝日）
- 崖っぷち〜アラビアンサイトFEVER〜（TBS）
- カートゥンKAT-TUN（日本テレビ）
- ウンナンのラフな感じで。（2010年4月22日、TBS）
- もしものシミュレーションバラエティー お試しかっ!（2010年7月5日、テレビ朝日）
- 踊る!さんま御殿!!（2010年8月31日、日本テレビ）
- おとなの学力検定スペシャル小学校教科書クイズ!（2010年9月20日、日本テレビ）
- 浜ちゃんが!（2010年9月24日[9月23日深夜]、読売テレビ）
- 人志松本の○○な話（2010年10月22日、フジテレビ）
- たかじん胸いっぱい（2010年12月18日、関西テレビ）
- ぐるぐるナインティナイン（2011年3月10日、日本テレビ）
- Oh!どや顔サミット（2011年4月29日、ABC）
- ブラマヨ衝撃ファイル 世界のコワ〜イ女たち（2011年6月14日、TBS）
- めざせ!会社の星（2011年7月16日、NHK　Eテレ）
- ダウンタウンDX（2011年8月18日、読売テレビ）
- いきなり!黄金伝説。（2012年2月23日 - 、テレビ朝日）一ヶ月1万円生活[12]、お猿の無人島 観光地化計画
- 熊本“ならでは”食材グランプリ（2012年6月16日、くまもと県民テレビ）
- EyeSight presents 恋するドライブ（2012年7月4日、BS朝日）
- 5LDK（2012年8月30日、フジテレビ）
- 絶対に笑ってはいけない熱血教師24時（2012年12月31日、日本テレビ） - 遠藤の助平疑惑の証人 役
- 絶対に笑ってはいけない地球防衛軍24時（2013年12月31日、日本テレビ） - 遠藤が口説き損ねた女性 役
- 森崎友紀のひょうごをいただきまーす（2013年1月1日、サンテレビ）
- 笑っていいとも!（2013年1月18日 - 2014年3月、フジテレビ）
- たかじんのそこまで言って委員会（2013年4月7日、読売テレビ）
- オサレさん（2014年8月4日、NOTTV） - ゲスト
- とりよせ亭（BSジャパン、2015年4月 - ）
- バイキング（2015年7月31日 - 、フジテレビ）金曜日コーナーレギュラー（不定期ゲストとしても出演）

テレビドラマ
- 悪夢のドライブ（2012年4月28日 - 6月30日、BS朝日） - レイカ 役
- THE GOOD WIFE / グッドワイフ 第3話（2019年1月27日、TBS） - クラブのママ 役
- 土曜ワイド 山村美紗サスペンス・小京都連続殺人事件4（2019年2月9日） - 木村玲子 役

テレビアニメ
- 食戟のソーマ（料理研究家）

#### ラジオ
- 夕やけ寺ちゃん 活動中（文化放送、月曜アシスタント)
- 森崎友紀のおはよう!Yu-kitchen→森崎友紀のおはよう!Happy Yu-kitchen→森崎友紀のおはよう!Yu-kitchen（文化放送、毎週日曜日 5:05 - 5:10） - 初期は土曜の15分番組でABCラジオなどにもネットされていた。
- アッパレやってまーす!（2014年4月2日-2016年3月30日、MBSラジオ）

### CM
- 三菱UFJ信託銀行
- NTTドコモ
- タイヤガーデン
- 株式会社えがお

### 雑誌など
- CIRCUS「森崎友紀のコンビニ食堂営業中」連載中
- MORE「森崎友紀の低カロまんぷくプレート」連載中
- 週刊プレイボーイ BATTLE REVIEW 連載中
- ChouChou
- DIME
- VoCE
- anan
- ガルヴィ
- クーポンランド 美食ナビ 連載
- Goods Press
- 食生活2009.09 食で幸せを紡ぐ人々
- 株式会社メディアシーク携帯サイト 美的ダイエットコラム連載
- ボブとアンジーサイトにて森崎友紀の栄養や食材のコラムと献立レシピ連載
- ひよこクラブ 2018.12-2020.1「ひよこのポッケCOOKING」連載[13]。

### 著書
- 本命レシピ 〜男子2万人に聞いた本当に食べたい料理120〜（2009年9月5日、トランスワールドジャパン）ISBN 978-4862560582
- 太らない夜食―遅く食べても安心300kcal（2010年7月8日、トランスワールドジャパン）ISBN 978-4862560698
- 森崎友紀の朝カレレシピ 愛情たっぷり朝ごはん（2011年9月9日、マガジンハウス）ISBN 978-4838723089
- 森崎友紀の野菜ごはん&スープBOOK（2011年11月6日、主婦の友社）ISBN 978-4072805312
- 森崎友紀のおもてなしレシピ みんながスマイルになるごちそうレシピ154品（2011年12月6日、宝島社）ISBN 978-4796687478
- 森崎友紀の 今旬 カラダよろこぶレシピ（TOKYO NEWS MOOK 348号）[ムック]
- コンビニ食堂 営業中 [単行本]
- 森崎友紀の100円満腹レシピ 森崎 友紀（2013年10月26日）
- もっとおいしく、生大根ダイエット: 酵素のパワーで、「すっきり！」「キレイに！」（小学館実用シリーズ LADY BIRD）[ムック]
- 知識ゼロからの栄養学入門 [単行本]
- 食戟のソーマ（集英社、ジャンプ コミックス） 原作：附田祐斗、作画：佐伯俊（2013年 - 2019年、全36巻）5話から協力担当、単行本で料理レシピを執筆[14]。
- 食戟のソーマ L'etoile-エトワール-（集英社、ジャンプ コミックス） 漫画：昭時大紀、原案・監修：伊藤美智子（2014年 - 2019年、全8巻） - 附田祐斗、佐伯俊とともに原作担当。
- 食戟のソーマ 〜a la carte〜（集英社、ジャンプ ジェイ ブックス） 原作：附田祐斗、作画：佐伯俊、小説：伊藤美智子（2014年 - 2015年、全3巻） - 協力担当。
- 食戟のソーマ 〜Fratelli Aldini〜（集英社、ジャンプ ジェイ ブックス） 原作：附田祐斗、作画：佐伯俊、小説：伊藤美智子（2015年、全1巻） - 協力担当。

### 写真集
- for Men（2010年11月5日、集英社）ISBN 978-4087805901 ※レシピ付き写真集
- 森崎友紀DVD付きレシピ写真集 食と欲

### トレーディングカード
- 森崎友紀〜コスプレ編（2011年9月3日、ムービック） - バニーガールやセーラー服、看護婦などのコスプレに挑戦[15]。

### DVD
- period（2010年12月22日、イーネット・フロンティア）
- 森崎友紀／Period Premium（初回限定版）【Blu-ray+DVD】
- precious（2013年5月15日、ポニーキャニオン）

### 監修
- かんぽEat & Smileプロジェクト[16]　（2019年1月30日 - 2月12日） - PR番組にも出演